# 1541 Estonia
Estonia (asteróide 1541) é um asteróide da cintura principal com um diâmetro de 20,2 quilómetros, a 2,5831144 UA. Possui uma excentricidade de 0,0672617 e um período orbital de 1 683,33 dias (4,61 anos).
Estonia tem uma velocidade orbital média de 17,8978487 km/s e uma inclinação de 4,88219º.
Esse asteróide foi descoberto em 12 de Fevereiro de 1939 por Yrjö Väisälä.
Seu nome é uma referência ao país Estônia.